# GATE Center
The Global Analysis and Trends in Emerging Regions (GATE Center) es un espacio de reflexión y análisis que tiene como misión el estudio del desarrollo de las tendencias políticas, económicas y sociales en el Sur Global y su impacto en el orden internacional. 
GATE Center es un think tank dedicado a conocer los cambios que orientan el futuro, proporcionando análisis y estudios que anticipan tendencias y desafíos globales; generando y divulgando el conocimiento, trabajando en estrecha colaboración entre sus distintas oficinas y apoyándose en un amplio espectro de perspectivas y análisis riguroso por parte de sus colaboradores. Este enfoque les permite identificar y abordar desafíos comunes, impulsando la creación de soluciones innovadoras y contribuyendo significativamente al estudio de las regiones menos atendidas del mundo, posicionando la cooperación y el desarrollo internacional como elementos centrales en las agendas políticas globales desde hace ya dos años.

## Historia
Fundado con el objetivo de abrir puertas hacia un futuro más inclusivo y sostenible, el centro trabaja en diversas áreas para superar prejuicios, fomentar el entendimiento de las diferencias, y promover avances sociales y la coexistencia pacífica. Entre sus objetivos principales destaca la orientación de su trabajo hacia la resolución de conflictos, promoción de la paz y seguridad internacional.
Se trata de un punto de encuentro para promover una comunidad política internacional armónica, fomentando la cooperación y el diálogo entre naciones. Su compromiso es defender el Sistema de Naciones Unidas, apoyando el multilateralismo y la cooperación global. Por otra parte, es una puerta abierta para contribuir a los Objetivos de Desarrollo Sostenible (ODS), trabajando en iniciativas que aborden los desafíos económicos, sociales y ambientales del mundo. Fundamentado en los valores de respeto, convivencia y paz, este think tank guía todas sus actividades y publicaciones con el objetivo de construir un mundo más equitativo y armonioso.

### Origen
GATE Center es un proyecto de tres emprendedores españoles que tiene como objetivo analizar los cambios globales más relevantes que van a determinar el siglo XXI. Daniel Romero-Abreu, Tomás Ferradas Pérez y Eduardo Fernández González impulsan en abril de 2022 este think tank con el propósito de contribuir a comprender las tendencias globales y de los países emergentes en la economía, los cambios sociales, la tecnología y su impacto en el orden político internacional. El objetivo es que el centro se constituya en un espacio abierto, de encuentro y de diálogo, favoreciendo de este modo los valores de cooperación, paz y progreso.

### Sedes
La primera oficina de GATE Center está ubicada en la calle de Velázquez de Madrid. Desde ahí, la entidad difunde su análisis en español, inglés y chino desde sus inicios para catalizar su impacto global. En su propósito de traer al espacio mainstream voces provenientes del Sur Global, el centro se encuentra sumergido en un proceso de expansión internacional. Así pues, el 18 de octubre de 2023, GATE Center inauguró su nueva sede en Beijing, denominada GATE Center Asia.

## Equipo directivo
El organigrama de GATE Center España está compuesto por una junta directiva encabezada por Daniel Romero-Abreu Kaup, Eduardo Fernández González y Tomás Joaquín Ferradas Pérez. 
El área académica es coordinada por Susanne Gratius, Profesora Titular en el Departamento de Ciencia Política y Relaciones Internacionales de la Universidad Autónoma de Madrid y experta en América Latina, la Unión Europea y el Sur Global (BRICS/IBSA). Adicionalmente, el centro cuenta con dos colaboradores permanentes: María Paula Ballesteros y Matías Mongan Marcó que se ocupan del desarrollo de estudios, índices e indicadores sobre temas de actualidad. El servicio de secretaría técnica del Think Tank viene dado por Thinking Heads, una consultora especializada en la creación de plataformas de conocimiento. 

### Comité asesor
| Nombre                       | |
| ---------------------------- | --- |
| José Luis Rodríguez Zapatero | Expresidente del gobierno español                                                                                            |
| Jeffrey Sachs                | Economista |
| Rebeca Grynspan              | Exsecretaria iberoamericana y actual secretaria general de la Conferencia de las Naciones Unidas sobre Comercio y Desarrollo |
| Paulo Portas                 | Ex vice primer ministro portugués                                                                                            |
| Elena Pisonero               | Ex secretaria de Estado de Economía, Energía y de la PYME de España                                                          |
| Elkhalil Binebine            | Experto internacional en finanzas y miembro de la Asociación Bancaria Árabe                                                  |
| Zhimin Hu                    | Directora en China Harbour Engineering Co. Ltd, en la División de América                                                    |
| Özlem Kumrular               | Escritora turca e hispanista                                                                                                 |
| Érika Rodríguez Pinzón       | Directora de la Fundación Carolina                                                                                           |

Por su parte, la sede de GATE Center China es presidida por Feng Yi Zhang y cuenta en su equipo con Jin Cai como copresidenta y Xiaoyu Shao como director general.

## Actividad
GATE Center persigue construir puentes entre el Norte y el Sur Global para estrechar la distancia que los separa. Para ellos, lleva a cabo diferentes investigaciones, análisis y perspectivas sobre los temas más relevantes de nuestra era mediante el seguimiento de tres líneas temáticas estratégicas:
- Desarrollo y cambio climático: enfocada en investigar y promover estrategias sostenibles que integren el crecimiento económico con la mitigación y adaptación al cambio climático, abarcando temas como políticas climáticas, tecnologías sostenibles, financiamiento climático, entre otros.
- Paz y Seguridad Humana: esta área se ocupa de estudiar estrategias integrales para prevenir conflictos y fomentar la seguridad humana a nivel global.[8] Esta línea aborda la resolución pacífica de conflictos, la promoción de derechos humanos y la construcción de sociedades resilientes y equitativas. Se enfoca en fortalecer las instituciones democráticas, promover la justicia social y económica para enfrentar amenazas globales como el terrorismo, la violencia armada y las crisis humanitarias.
- Cooperación y diálogo internacional: línea especializada en promover la colaboración y el entendimiento entre naciones para abordar desafíos globales y fortalecer el orden internacional. Este tema de estudio estratégico se enfoca en analizar e impulsar plataformas de diálogo que faciliten la negociación y resolución de conflictos, la formulación de políticas conjuntas para enfrentar problemas transnacionales como la migración o la transición digital. Fomentando el multilateralismo y la cooperación en organismos internacionales, este campo busca impulsar la cohesión y la solidaridad global, facilitando el intercambio de ideas y mejores prácticas para un desarrollo sostenible y una paz duradera.

### Eventos
En GATE Center, se organizan una variedad de eventos que fomentan el diálogo y la cooperación, creando espacios de reflexión y experiencias enriquecedoras. Entre las actividades destacadas se encuentran mesas redondas y presentaciones de libros, donde se reúnen reconocidos expertos nacionales e internacionales para analizar el nuevo orden mundial y la interacción entre diversas potencias globales. Estos eventos ofrecen una perspectiva global y facilitan discusiones profundas, permitiendo a los participantes intercambiar ideas y explorar temas relevantes de la agenda internacional actual.
El think tank acostumbra a realizar encuentros en diferentes formatos: modalidad híbrida, combinando ponentes y público, tanto presencialmente como en Internet, y también tanto de carácter público como privado. 

### Voces Jóvenes
Voces Jóvenes es una iniciativa pionera entre los think tanks de España desarrollada por GATE Center. Se trata de un espacio dedicado a los jóvenes líderes y pensadores del futuro, diseñado como una oportunidad para que los investigadores más jóvenes compartan sus visiones, ideas y soluciones innovadoras para los desafíos contemporáneos mediante publicaciones impulsadas por GATE Center.
A través de esta propuesta, GATE Center pretende abrir la discusión sobre los retos actuales y futuros con las nuevas generaciones encargadas de tomar las decisiones del mañana. El objetivo del think tank no solo darles una plataforma para que expresen sus puntos de vista, sino también empoderarlos para que desencadenen un impacto positivo en sus comunidades y en el mundo en general.
Voces Jóvenes compartió su primera publicación en el mes de marzo del 2024 y desde entonces GATE Center ha publicado artículos como:
- ¿La asociación de los BRICS desafía la dinámica Norte-Sur?,[11] por María del Pilar Acapari Portillo y José Antonio Figueras Flores
- Objetivos desconectados: Los BRICS y la salud reproductiva de los ODS,[12] por Alba Teresa González Esteban y Paula Toro Bahamonde

## Publicaciones
GATE Center ordena su labor investigadora en torno a diferentes formatos de contenido. Su catálogo se compone de la publicación de vídeos en su página web o en su canal de Youtube, la difusión de breves informes sobre actualidad y una colección de Working Papers que abordan diferentes temas de investigación sobre Sur Global o Desarrollo Sostenible, entre otras cuestiones, todos ellos elaborados por reconocidos expertos en el área temática que corresponda. Algunos de los documentos de trabajo que conforman esta colección son:
- El Sur Global: construyendo un mundo postoccidental, por Susanne Gratius y Matias Mongan.
- La (in)seguridad alimentaria del siglo XXI: Una mirada crítica de la globalización, por Kattya Cascante.
- Lucha contra el crimen organizado: éxito y fracaso en El Salvador,[14] por Érika Rodríguez Pinzón y Thiago Rodrigues.
- La crisis de la cooperación al desarrollo: ¿una nueva oportunidad?, por Marisa Ramos Rollón.
- Por un cambio en la política mundial de drogas: el necesario enfoque desde el desarrollo, por Francisco Javier Sagredo Fernández.
- Impacto de los sistemas agroalimentarios: la transición hacia un sistema más justo, inclusivo y sostenible, por Jesús A. Quintana García.